# Coustaussa
Coustaussa är en kommun i departementet Aude i regionen Occitanien  i södra Frankrike. Kommunen ligger i kantonen Couiza som ligger i arrondissementet Limoux. År 2022 hade Coustaussa 50 invånare.

## Befolkningsutveckling
Antalet invånare i kommunen Coustaussa
Referens: INSEE